# Pakhuis Australië

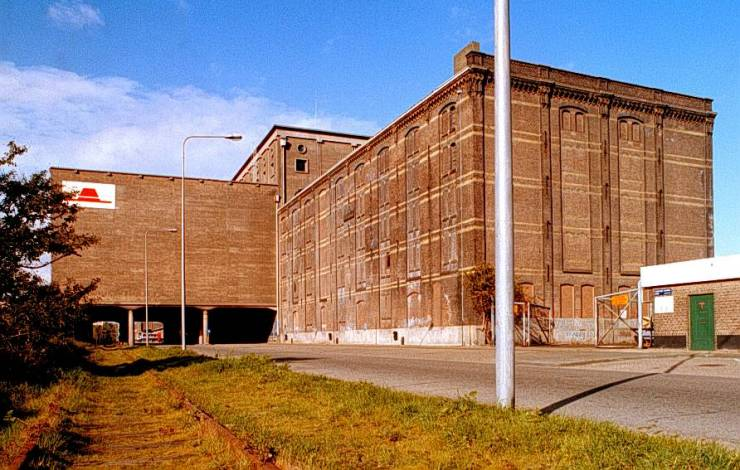
Pakhuis Australië in de oude situatie, gezien vanaf de Oostelijke Handelskade (met links het oude Pakhuis Amerika). Foto: www.bmz.amsterdam.nl.

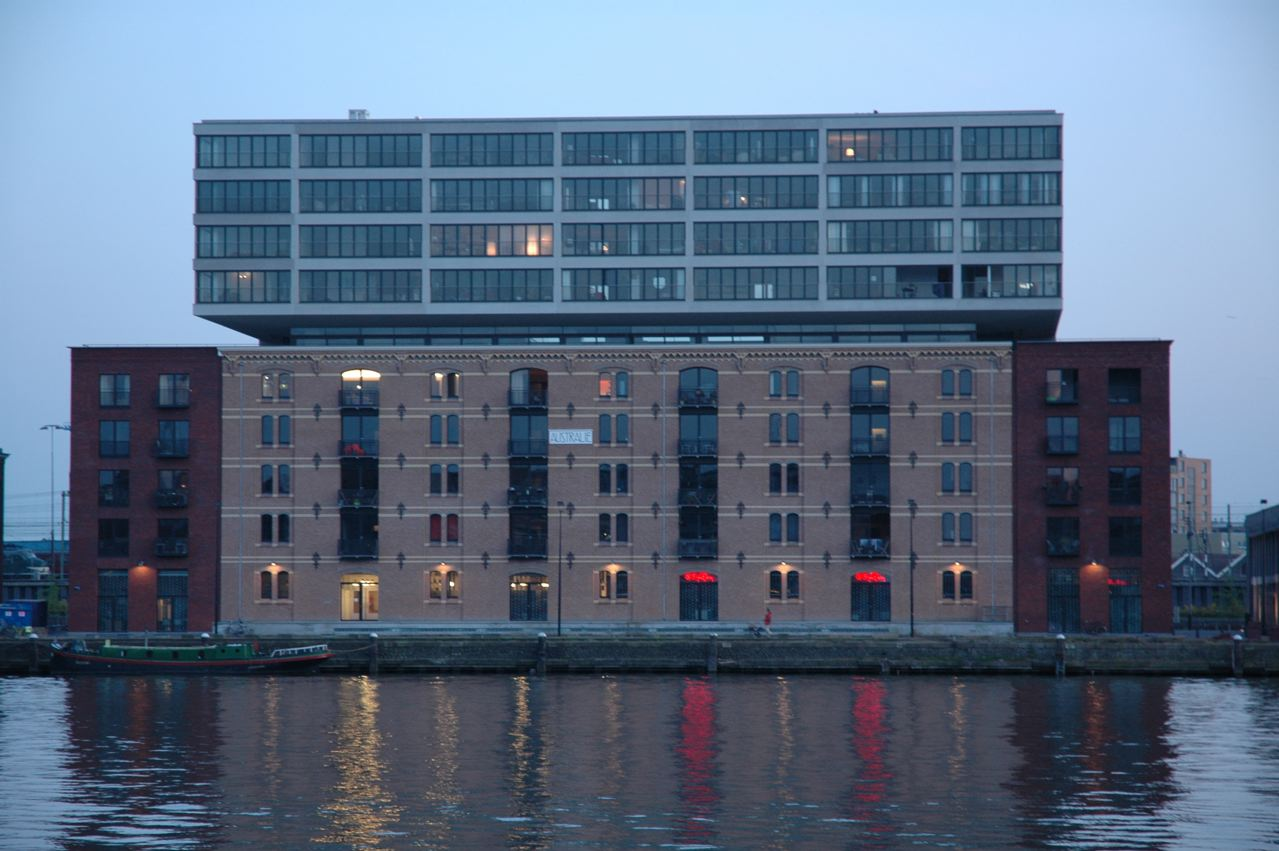
Pakhuis Australië zoals het er in april 2007 uitzag, gezien vanaf het Java-eiland in Amsterdam.

Pakhuis Australië (opgeleverd in 2006) is een herbouwd pakhuis aan de IJhaven in Amsterdam.

## Bouw
Het origineel werd tussen 1893 en 1895 gebouwd aan de Oostelijke Handelskade 27 in Amsterdam. Het ontwerp is van architect H. Moen en waarschijnlijk ook van G. van Arkel. Het was eigendom van Blauwhoedenveem, een van de bedrijven die zorg droegen voor de opslag en verwerking van de aangevoerde producten. Aan het begin van de 20ste eeuw werd het pakhuis verbouwd tot koelhuis, waarbij de ramen werden dichtgemetseld en de gevels werden geïsoleerd met kurk. In september 1948 werd het pand door een grote brand getroffen, en wordt voor de helft verwoest.

## Verbouw
In 2002 werd gestart met de verbouw van het pakhuis naar een woongebouw met bedrijfsruimten. Het ontwerp werd gemaakt door DKV architecten in opdracht van OCNA (een samenwerkingsverband van Johan Matser Projectontwikkeling, Ymere en Het Oosten).
Tijdens de verbouw, op 16 september 2002, ontstond tijdens het leeghalen van het gebouw opnieuw een grote brand waarbij het pakhuis volledig werd verwoest. De brand duurde drie dagen. Omdat het pakhuis Australië een beeldbepalend gebouw was werd het herbouwd. De metselwerk gevel en de gietijzeren staalconstructie werden gereconstrueerd en in de oorspronkelijke staat teruggebracht. Het behoort nu tot vijf van de zeven oorspronkelijke pakhuizen langs de kade van de IJhaven. Twee werden er definitief gesloopt. In het complex zijn twee bedrijfsruimtes en 40 koopappartementen gekomen. En het pakhuis kreeg buren: een U-vormig nieuw pand, Boston (aan de Piet Heinkade), dat plaats biedt aan 90 huurappartementen, met op de begane grond eveneens twee bedrijfsruimtes.

## Prijs
Het gebouw won in 2005 de landelijke Betonprijs, een prijs van de Betonvereniging voor creatieve, opvallende toepassing van het materiaal beton. Volgens de jury maakt het gebouw indruk door "de grote overstek te laten zweven als massa boven het pakhuis."